# هیلدا ۱۵۳

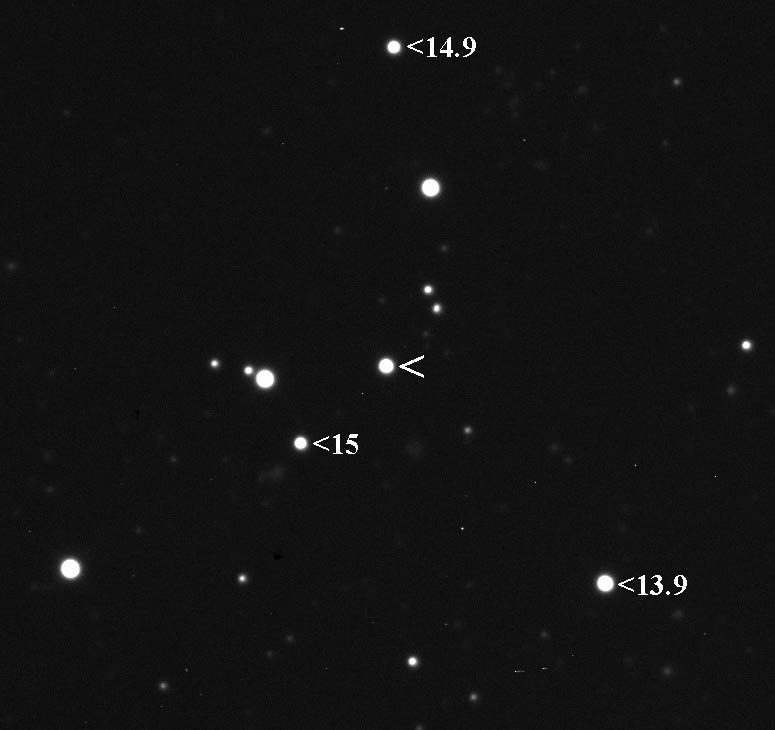
نمایی از محل قرارگیری سیارک هیلدا ۱۵۳ (قدر ظاهری ۱۴.۲) در منظومهٔ خورشیدی – ۲۰۰۹

سیارک ۱۵۳ (به انگلیسی: 153 Hilda) صد و پنجاه و سومین سیارک کشف شده‌است که در ۲ نوامبر ۱۸۷۵ کشف شد.
قدر مطلق سیارک برابر ۷٫۴۸ است.